# USS Gerald R. Ford (CVN-78)

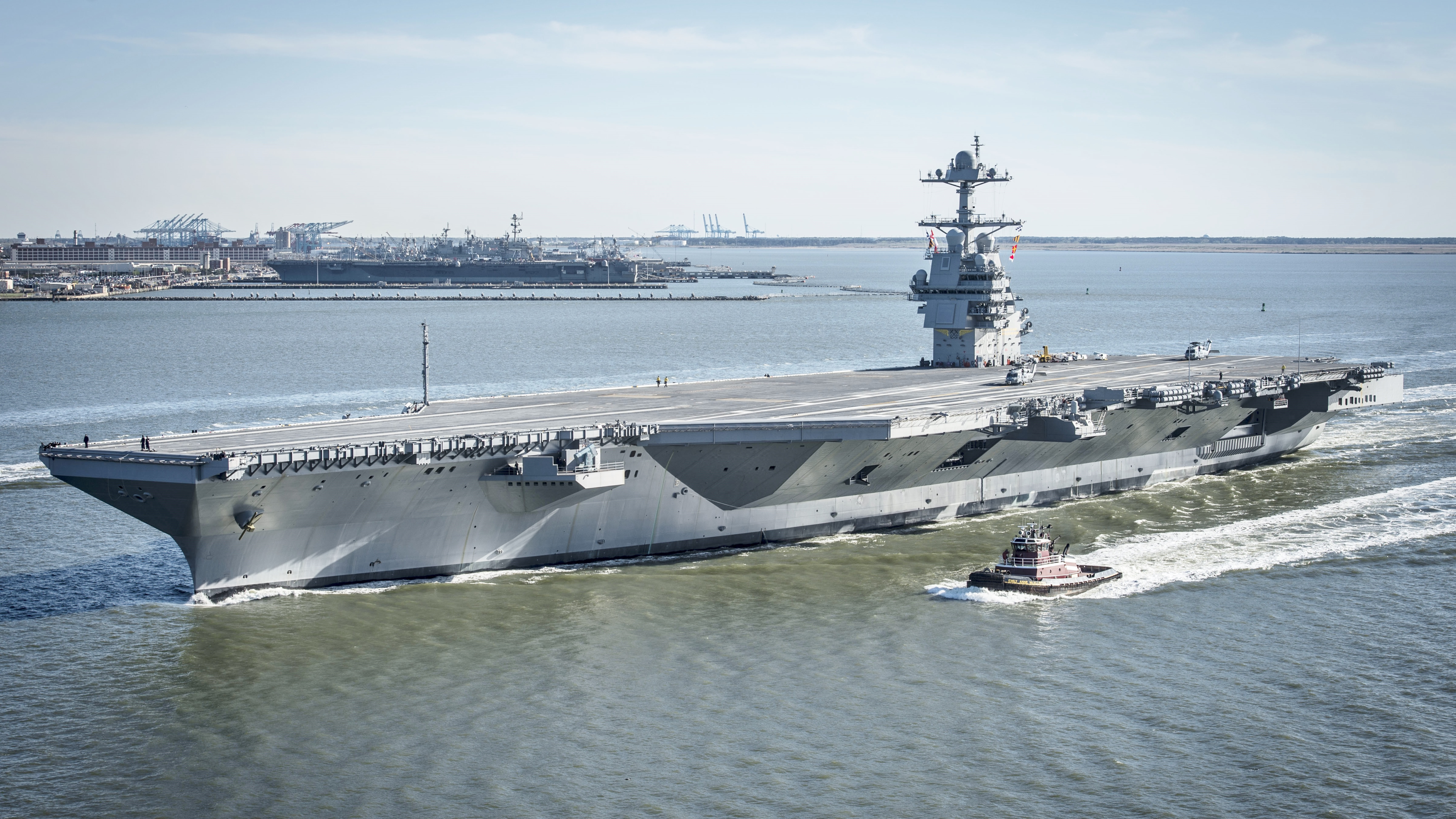
Gerald R. Ford utanför Naval Station Norfolk, Virginia den 8 april 2017.

USS Gerald R. Ford (CVN-78) är ett hangarfartyg av Gerald R. Ford-klass i amerikanska flottan. Som meddelades av den amerikanska flottan den 16 januari 2007 uppkallades fartyget efter USA:s 38:e president Gerald Ford som själv tjänstgjorde i flottan under andra världskriget på det lätta hangarfartyget USS Monterey (CVL-26)(en). Tekniskt sett markerar USS Gerald R. Ford en ny generation av hangarfartyg då hon är utrustad med elektromagnetiska katapulter (EMALS(en)) som tillsammans med andra förbättringar medger 25 procent fler flygplansstarter och samtidigt kräver 25 procent färre i besättningen.

## Bakgrund
Byggnadsarbetet påbörjades den 11 augusti 2005 då Northrop Grumman höll en ceremoni då man gjorde det första snittet i den 15-tons platta som kommer att utgöra en del av en bordläggningen av hangarfartyget. Gerald R. Ford kölsträcktes den 13 november 2009 och efter sjösättning döptes skeppet den 14 november 2013 av Fords dotter Susan Ford Bales.
Tidplanen för fartyget var att det skulle tas i tjänst i flottan 2016 som det första av tio hangarfartyg i klassen. Gerald R. Ford som själv är tänkt att tjänstgöra till 2057 ersatte den tidigare USS Enterprise som togs ur bruk i februari 2017.
Den 2 mars 2017 höll USA:s president Donald Trump ett tal ombord på flottan i Newport News i Virginia. Talet fokuserade på de satsningar på militären och den amerikanska flottan som han vill göra under sin presidentperiod.

## Operativ tjänst

### Besök i Norge

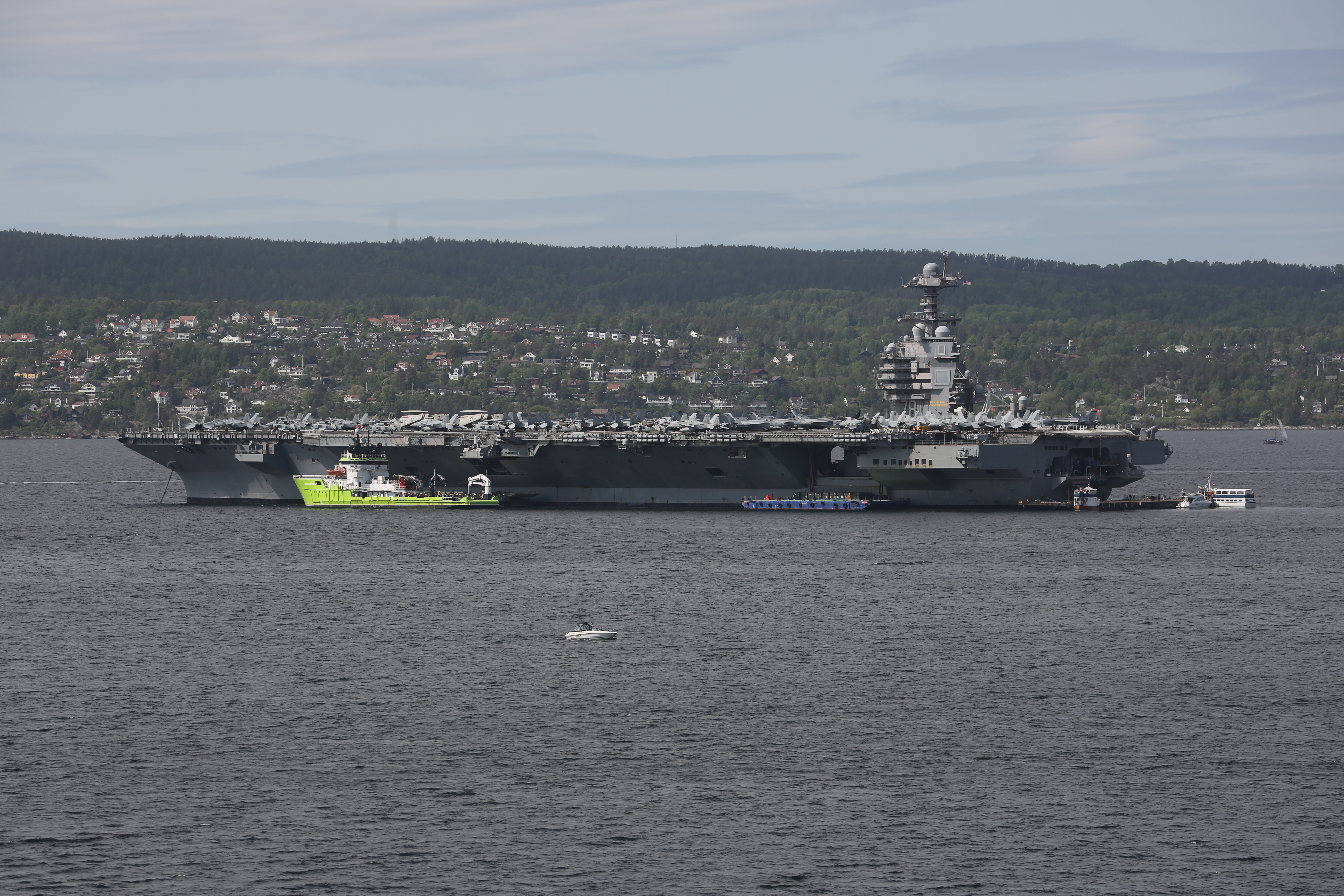
USS Gerald R. Ford i Oslofjorden i maj 2023.

Fartyget var på sitt första operativa uppdrag i maj 2023 och första hamn som hon besökte var Oslo.
 Fartyget var då det med störst djupgående som seglat in i Oslofjorden och hade bara ett frigående på ca 7 meter när hon passerade Drøbaksundet.
Skeppet lämnade Oslo 29 maj och seglade upp till Vestfjorden på norska kusten för att delta i övningen Arctic Challenge Exercise. Två veckor senare lämnade skeppet Norge.